# Ledovyj dvorec (Čerepovec)
Ledovyj dvorec (česky Ledový palác, rusky Ледовый дворец) je sportovní a koncertní komplex v Čerepovci v Rusku. Kapacita činí 5 583 diváků. Od začátku hokejové sezóny 2006/2007 zde hraje domácí utkání hokejový Severstal. Od sezóny 2009/2010 zde své domácí zápasy hrával i tým MHL Almaz.

## Historie
Rozhodnutí postavit novou halu padlo v roce 2003. Poprvé to oznámil guvernér Vologdské oblasti Vjačeslav Pozgalev při zahájení hokejové sezóny 12. září 2003 po vítězství Severstalu nad Metallurgem Novokuzněck. 8. dubna 2005 byl poklepán základní kámen.
Stadion postavila společnost Skanska, která se dříve zabývala výstavbou komplexů pro lední sporty v Petrohradě a Jaroslavli. Zpočátku se sportovní areál měl jmenovat „olympijský“, ale tento název se nelíbil mnoha Čerepovčanům a Mezinárodnímu olympijskému výboru.
4. listopadu 2006, na Den města Čerepovec, přivítal Ledový palác první návštěvníky. Čestnými hosty slavnostního zahájení byli vyznamenaný mistr sportu Vladislav Treťjak, prezident Ruské lyžařské federace Vladimir Loginov, slavnostního koncertu se zúčastnili olympijští vítězové v krasobruslení Taťána Navka a Roman Kostomarov.
První hokejový zápas v nové aréně se odehrál 15. listopadu 2006 mezi týmy Severstal a HK Sibir Novosibirsk a skončil výsledkem 5:3 ve prospěch domácích.

## Charakteristika
- Podlahová plocha objektu je 13 690 m².
- Stavební objem budovy je 128 750 m³.
- Maximální výška budovy – 20,3m
- Rozloha přilehlého území je 33 170 m².
- Počet parkovacích míst – 212, autobusy – 4.

## Vystoupení a koncerty
- Danko
- skupina Lesopoval
- Michail Šufutinskij
- Igor Nikolajev
- skupina Lube"
- Edvin Marton
- Vladimír Kuzmin
- Lera Masskva
- skupina Korni
- skupina Fabrika
- Ottawan
- Sergej Minajev
- Bad Boys Blue
- kapela Eros
- Alexander Bujnov
- Nikolaj Noskov
- skupina "BI-2"
- MakSim
- skupina Mirage
- skupina Technologia
- Morandi
- Akcent
- skupina Zolotoje kolco
- Boney M.
- Stas Michajlov
- Grigory Leps
- Mašina Vremeni
- skupina "DDT"
- Filip Kirkorov
- Skupina Leningrad